# Theodor Wagner
Pour les articles homonymes, voir Wagner.
Theodor  Wagner, dit Turl Wagner (né le 6 août 1927 à Vienne et mort le 21 janvier 2020 dans la même ville), est un footballeur autrichien au poste d'attaquant.

## Biographie
Theodor Wagner a inscrit 22 buts en 46 sélections en équipe d'Autriche. 

Parmi ces 22 buts, un hat-trick (3 buts consécutifs) contre la Suisse dans le quart de finale de la coupe du monde 1954, une compétition que l'Autriche terminera à la troisième place.